# Convenio de Espoo
El Convenio sobre evaluación del impacto ambiental en un contexto transfronterizo (denominado informalmente Convenio de Espoo) es un convenio de la Comisión Económica de las Naciones Unidas para Europa (CEPE) firmado en Espoo, Finlandia, en 1991 que entró en vigor en 1997. El Convenio establece las obligaciones de las Partes -es decir, de los Estados que han aceptado obligarse por el Convenio- de llevar a cabo una evaluación del impacto ambiental de determinadas actividades en una fase temprana de la planificación. También establece la obligación general de los Estados de notificarse y consultarse mutuamente sobre todos los grandes proyectos en estudio que puedan tener un impacto ambiental adverso significativo a través de las fronteras.
En abril de 2014, el tratado había sido ratificado por 44 Estados y la Unión Europea.

## Enmiendas
El Convenio ha sido enmendado en dos ocasiones. 
La primera enmienda se adoptó en Sofía en 2001; ha entrado en vigor el 26 de agosto de 2014. Abre el Convenio a la adhesión previa aprobación de los Estados miembros de las Naciones Unidas que no son miembros de la CEPE. 
La segunda enmienda se adoptó en Cavtat, Croacia, en 2004; a fecha de septiembre de 2016, aún no ha entrado en vigor. Una vez en vigor: permitirá, según proceda, que las Partes afectadas participen en la determinación del alcance; exigirá revisiones del cumplimiento; revisará el apéndice I del Convenio (lista de actividades); e introducirá otros cambios menores.

## Procedimiento
En el Convenio intervienen una parte (o partes) de origen (Estados donde se proyecta una actividad) y una parte (o partes) afectada(s) (Estados cuyo territorio puede verse afectado negativamente de manera significativa por la actividad). Las principales etapas del procedimiento del Convenio son:
- Aplicación del Convenio por la Parte de origen (art. 2.2, 2.5/App. I+III)
- Notificación de la Parte afectada por la Parte de origen (art. 3.1)
- Confirmación de la participación de la Parte afectada (art. 3.3)
- Transmisión de información de la Parte afectada a la Parte de origen (Art. 3.6)
- Participación pública en la Parte afectada (art. 3.8)
- Preparación de la documentación de la EIA (Art. 4/App. II)
- Distribución de la documentación de la EIA para la participación de las autoridades y el público de la Parte afectada (art. 4.2)
- Consultas entre las Partes afectadas (art. 5)
- Decisión final de la Parte de origen (art. 6.1).
- Transmisión de la documentación de la decisión final a la Parte afectada (Art. 6.2)
- Análisis posterior al proyecto (Art. 7.1/App. V)

## Comisiones de investigación
El artículo 3(7) del Convenio ofrece un procedimiento mediante el cual las partes pueden resolver sus diferencias por medios científicos y no judiciales. El primer caso en el que se creó una comisión de investigación en virtud del artículo 3(7) fue el del Canal de Bystroe, a petición de Rumanía en 2004.
Un caso que implicó a países muy alejados en el globo fue el planteado por Micronesia, que alegó que la central de carbón de República Checa en la Prunerov estaba afectando significativamente a su clima debido al calentamiento global.

## Cuestiones relacionadas
La Convención también fue decisiva para la creación de la Evaluación ambiental estratégica y se ha complementado con un Protocolo sobre Evaluación Ambiental Estratégica.